# Римський-Корсаков Микола Андрійович
Мико́ла Андрі́йович Ри́мський-Корсако́в (рос. Николай Андреевич Римский-Корсаков; 6 (18) березня 1844, Тихвін, Новгородська губернія — 8 (21) червня 1908, маєток Любенськ, поблизу Луги, нині Ленінградська область) — російський композитор, педагог, диригент, громадський діяч, музичний критик; член Могутньої купки, автор 15 опер, 3 симфоній, симфонічних картин, камерно-інструментальної музики.

## Українське коріння Римських-Корсакових
Предок Римського-Корсакова, смоленський шляхтич Михайло Корсак, перебрався на Стародубщину у 2-й половині XVII ст., коли в цьому багатому краю Гетьманщини легко можна було поповнити свій капітал. Вдало одружившись з дочкою стародубського полковника, гетьманича Семена Самойловича, Михайло Корсак не лише оволодів значними маєтками, але й зміг їх зберегти після опали російського уряду на українського гетьмана та його родину. Мало того, Михайло Корсак отримав від уряду Петра І-го царську грамоту на володіння всіма маєтками тестя, у збиток іншому спадкоємцю, Григорію Гамалії. Таким чином син Михайла Максим Корсак став уже одним з найбагатших стародубських можновладців. Діти Максима стали писатися Римськими-Корсаковими, вигадавши, що їхній рід нібито походить з самого Риму. Частина Римських-Корсакових перебралася на службу до Росії, частина ж залишилася на Стародубщині, тут вони володіли маєтками в ХІХ столітті. Микола Римський-Корсаков народився в Росії, у Новгородській губернії, але написав на українські мотиви оперу «Травнева ніч» за Гоголем та оперу-колядку «Ніч перед Різдвом».

## Біографія
Микола Римський-Корсаков народився в провінційному містечку Тихвіні за 200 км від Санкт-Петербурга.
Батько композитора — Андрій Петрович Римський-Корсаков (1784—1862) походив з дворянського роду, деякий час служив новгородським віцегубернатором, а потім Волинським цивільним губернатором, мати — Софія Василівна — дочка кріпачки й багатого поміщика Скарятіна, була досить освіченою жінкою. Сильний вплив на майбутнього композитора мав і його старший брат Воїн Андрійович — контрадмірал, реорганізатор системи військово-морської освіти.

### Роки навчання
У дитинстві вчився грати на фортепіано вдома. Батьки майбутнього композитора хотіли бачити свого сина морським офіцером і 1856 року віддали його навчатися до петербурзького Морського корпусу. Сам Римський-Корсаков завдяки листам від старшого брата, який служив на флоті, полюбив море, хоча до навчання за профілем моря не бачив. 
Навчаючись у Морському корпусі, Римський-Корсаков, однак, не втрачає інтересу до музики. У 1859 році він почав брати уроки в піаніста Ф. А. Канілле, який у 1861 році познайомив Римського-Корсакова з М. О. Балакірєвим, навколо якого починав гуртуватися музичний гурток, що пізніше увійде в історію під назвою «Могутня купка». Уже на той час з Балакірєвим товаришували молоді композитори Мусоргський, Кюї, а також музикознавець Володимир Стасов. Знайомство з цими композиторами мало вирішальний вплив на формування особистості та естетичних поглядів Римського-Корсакова.
1862 року Римський-Корсаков закінчує морський корпус і бере участь у плаванні на кліпері «Алмаз» (1862—1865), завдяки чому мав можливість побувати в багатьох країнах, зокрема у Великій Британії, США, Бразилії, Іспанії, Франції, Норвегії. Ця подорож стала для нього джерелом творчої фантазії на багато років. У 1864 році Римський-Корсаков отримав звання мічмана.

### 1870-ті— 1880-ті роки

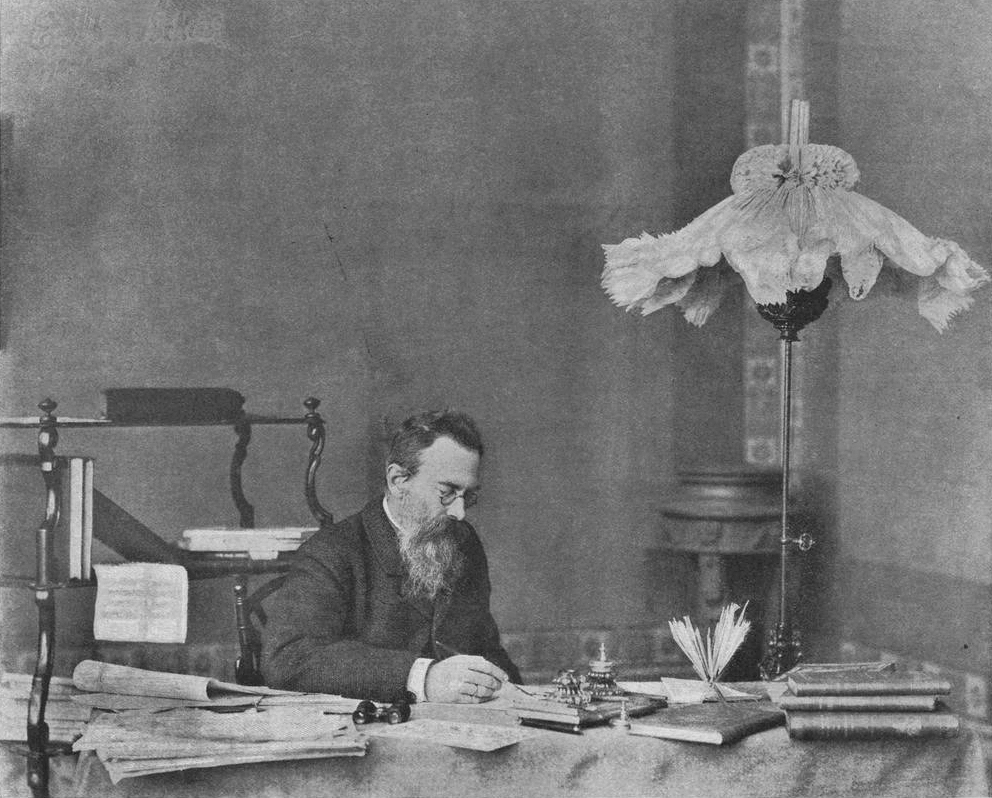
у своєму кабінеті, 1908 рік

Після повернення до Петербурга Римський-Корсаков продовжив інтенсивні заняття музикою. Під впливом і керівництвом М. О. Балакірєва він створив 1-шу симфонію (1861–1865), «Сербську фантазію» (1867), симфонічну музичну картину «Садко» (1867), 2-гу симфонію «Антар» (1868), низку романсів тощо. На початку 1870-х Римський-Корсаков звернувся до оперного жанру, який згодом став провідним у його творчості. Так, 1872 року була завершена його перша опера — «Псковитянка» за драмою Л. О. Мея.
1872 року композитор одружився з піаністкою Надією Пургольд, яка народила двох синів — Андрія (1878—1940) та Григорія (1901—1965) і доньку Надію (1884—1971).
1871 року Римського-Корсакова запросили викладати до Петербурзької консерваторії. Як згадував пізніше композитор, "якби я хоч трішечки повчився, якби я хоч на крапельку знав більше, ніж знав насправді, то мені було б ясно, що я не можу і не маю права братися за запропоноване мені діло, що піти в професори було б з мого боку і нерозумно, і недобросовісно…"
Відчуваючи прогалини у своїй освіті, композитор інтенсивно вивчає музично-теоретичні дисципліни. Він веде класи практичної композиції та інструментування, пише свою Третю симфонію — C-dur. Згодом діяльність Римського-Корсакова розширюється. У 1873—1884 Римський-Корсаков працював інспектором духових оркестрів Морського відомства, у 1874—1881 — директором Безкоштовної музичної школи, з 1874 виступає як симфонічний диригент, а пізніше і як диригент оперних спектаклів. У 1883—1894 виконував обов'язки помічника керівничого Придворною співочою капелою. Серед найвідоміших його творів кінця 1870-х — 1880-х років — «Казка» (1880), Сімфонієтта (1885) і Фортепіанний концерт (1883), «Іспанське капричіо» (1887), «Шехеразада» (1888), а також опери «Травнева ніч» (1879) і «Снігуронька» (1881).
Попри те, що до кінця 1870-х років «Могутня купка» як згуртована група перестала існувати, Римський-Корсаков не втрачав активності в спілкуванні з колегами та в пропагуванні їхньої творчості. Своєрідним продовженням «Могутньої купки» в 1880-х роках став так званий Біляївський гурток, що об'єднувався навколо мецената Біляїва. Римський-Корсаков став художнім керівником видавничої та концертно-організаторської діяльності Біляїва, а після смерті мецената разом із композиторами Олександром Глазуновим та Лядовим увійшов до опікунської ради з керування всіма справами.

### 1890-ті— 1900-ті роки

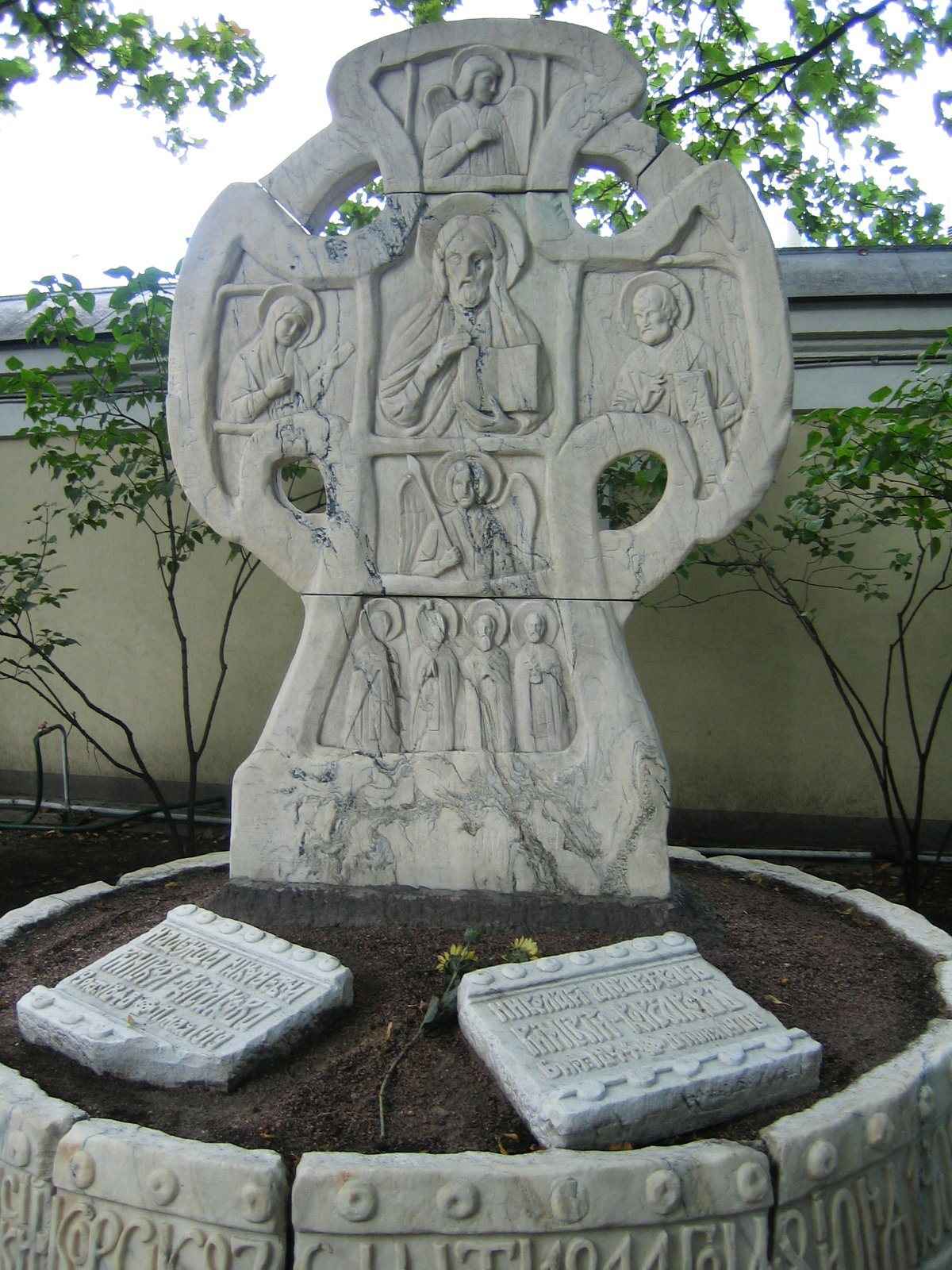
Могила М. А. Римського-Корсакова та його дружини в Петербурзі

З 1889 року Римський-Корсаков зосереджується на оперній творчості. У наступні роки постають опери «Млада» (1889—1890), «Ніч перед Різдвом» (1895), «Садко» (1896), пролог до «Псковитянки» — одноактна «Бояриня Віра Шелога» і «Царева наречена» (обидві — 1898). У 1900-і роки створюються «Казка про царя Салтана» (1900), «Сервілія» (1901), «Пан воєвода» (1903), «Легенда про невидимий град Кітеж» (1904) і «Золотий півник» (1907). У цей період композитор вивчав філософію, писав статті, переглянув і відредагував деякі зі своїх попередніх творів. Останні роки свого життя Римський-Корсаков працював над книжкою своїх спогадів, яку назвав «Літопис мого музичного життя».
Під час Революції 1905—1907 років Римський-Корсаков активно підтримав вимоги студентів-страйкарів, відкрито засудив дії реакційної адміністрації Петербурзької консерваторії, за що був звільнений з консерваторії і поновлений на роботі лише після надання консерваторії часткових автономних прав і зміни керівництва.
Помер у маєтку Любенськ, поблизу Луги, нині Псковська область. Похований у Новодівочому монастирі в Петербурзі. У 1937 році його прах був перенесений до Ленінградського пантеону-некрополя при Олександро-Невській лаврі.

## Творчість
Творчість Римського-Корсакова глибоко самобутня і разом з тим спирається на класичні традиції. Гармонійністю світосприймання, ясністю музичного мислення, витонченим артистизмом він є близьким до Глінки. Пов'язаний із передовими ідейно-художніми течіями 1860-х років, Римський-Корсаков виявляв великий інтерес до народної творчості (уклав збірку «Сто російських народних пісень», 1877; гармонізував пісні, зібрані Т. І. Філіпповим, — «40 народних пісень», 1882). Композитор використовує справжні зразки музичного фольклору й органічно обробляє пісенні інтонації у власних мелодіях. Захоплення фольклором, давньослов'янською міфологією, народними обрядами відобразилися в операх «Травнева ніч» (за М. В. Гоголем, 1879), «Снігуронька» (за О. М. Островським, 1881) — улюблений музичний твір Римського-Корсакова, який він вважав своїм найкращим, «Млада» (1890), «Ніч перед Різдвом» (за М. В. Гоголем, 1895).

### Опери
15 опер Римського-Корсакова демонструють розмаїтість жанрових (билина, казка, легенда, історико-побутова драма, лірико-побутова комедія), стильових, драматургійних, композиційних рішень (твори, що тяжіють до номерної структури й до безперервного розвитку, опери з масовими сценами й камерні, з розгорнутими ансамблями й без них). Найповніше дарування Римського-Корсакова виявилося в творах, пов'язаних зі світом казковості, з різноманітними формами російської народної творчості. Тут розкриваються його мальовничо-образотворчий талант, чистота лірики — щирої, але трохи споглядальної, без підвищеної емоційної напруженості.
Увага до внутрішнього світу людини, до психологічного розкриття образів виявилося в камерній опері «Моцарт і Сальєрі» (на текст О. С. Пушкіна, присвячена О. С. Даргомижському, 1897), в одноактній опері «Бояриня Віра Шелога» (пролог до «Псковитянки», 1898) і особливо в драмі на історико-побутовий сюжет «Царева наречена» (1898). Нові тенденції, характерні для російського мистецтва початку 20 ст., відобразилися в опері «Казка про царя Салтана» (за О. Пушкіним, 1900) з її підкреслено театральною умовністю й елементами стилізації народного лубка, в «осінній казочці» «Кощій Безсмертний» (1902), у якій казкова тематика трактується алегорично. Високі морально-філософські проблеми підняті в опері-легенді «Сказання про невидимий град Китеж і діву Февронію» (1904). Остання опера композитора — «небилиця в особах» «Золотий півник» (за О. Пушкіним, 1907) — нещадна сатира на царське самодержавство.
Основою оперної виразності Римський-Корсаков вважав спів. Важливу драматургійну роль у його операх виконує й оркестр, якому нерідко доручаються самостійні симфонічні картини, антракти, наприклад «Три дива» («Казка про царя Салтана»), «Битва при Керженці» («Сказання про невидимий град Китеж…»). Розглядаючи оперу насамперед як музичний твір, Римський-Корсаков також велике значення надавав її літературній основі — лібрето. Плідною була співдружність композитора з лібретистом В. І. Бєльським.

### Симфонічні твори
Симфонічна творчість Римського-Корсакова в порівнянні з оперною не настільки багатопланова. Образна конкретність музичного мислення композитора визначила його схильність до програмного й жанрового симфонізму. Звідси перевага таких типів і форм, як увертюра (фантазія), симфонічна картина, сюїта. Найвидатніші твори Римського-Корсакова для оркестру — «Іспанське капричіо» (1887) і симфонічна сюїта «Шехерезада» (1888). Композитор розширив і збагатив колористичні можливості цих жанрів, створив свою систему ладово-гармонійних засобів, в основі якої — складні лади (зокрема характерний звукоряд — гама Римського-Корсакова), оркестрування поєднує барвистість, блиск із ясністю, прозорістю.

### Вокальні твори
Вагоме місце у творчій спадщині Римського-Корсакова посідає камерно-вокальна лірика. Написав 79 романсів, серед них — вокальні цикли «Навесні», «Поетові», «Біля моря».

## Просвітницька і педагогічна діяльність
Різнобічна діяльність Римського-Корсакова мала велике просвітницьке значення, насамперед, у пропагуванні творів російських композиторів. Зокрема, 1889 року Римський-Корсаков виступав з концертами на Паризькій Всесвітній виставці, де під його орудою прозвучали твори Глінки, Даргомижського, Бородіна, Мусоргського, Лядова. Завдяки редакторській роботі, були опубліковані й виконані опери «Кам'яний гість» Даргомижського, «Князь Ігор» Бородіна, «Борис Годунов» і «Хованщина» М. Мусоргського; Римський-Корсаков також підготував і видав, разом з Балакірєвим і А. К. Лядовим, оперні партитури М. Глінки.

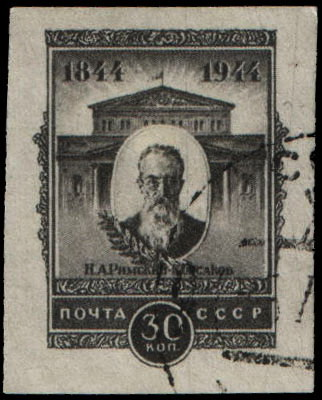
Поштовая марка до 100-ліття композитора, (СРСР, 1944)

Виняткове значення мала його педагогічна діяльність. Творець композиторської школи, Римський-Корсаков виховав 200 композиторів, диригентів, музикознавців, серед яких — О. К. Глазунов, А. К. Лядов, А. С. Аренський, М. М. Іпполітов-Іванов, І. Ф. Стравінський, О. В. Оссовський, В. Й. Малішевський, М. Я. Мясковський, С. С. Прокоф'єв, М. А. Баланчивадзе, Я. Вітолс, М. В. Лисенко, О. О. Спендіаров. Серед його учнів — полтавський викладач музики Микола Іванович Шванвич, батько вченого-ентомолога Б. М. Шванвича.
Частковим узагальненням педагогічного досвіду були його підручники гармонії й оркестровки, цінним історичним документом є автобіографічна книга «Літопис мого музичного життя» (1906).

## Пам'ять
У 1944 році в місті Тихвін відкрито Дім-музей, 1971 року в Ленінграді — Музей-квартиру Римського-Корсакова. Ім'я Римського-Корсакова носить Петербурзька консерваторія, у 1952 році біля її будівлі, що на Театральній площі, встановлено пам'ятник композиторові.
Ім'я композитора носить Дитяча музична школа № 1 у Миколаєві, у 1978 році біля школи встановлено бюст.
На його честь названо астероїд 4534 Римський-Корсаков.

## Список творів
| Опери: - Псков'янка (1873,2-а редакція 1878; 3-я редакція 1892, постановка 1895, Петербург), - Травнева ніч (Майская ночь) (1880) - Снігуронька (Снегурочка) (1892) - Млада (1892) - Ніч перед Різдвом (1895) - Садко (1897) - Моцарт і Сальєрі (1898), - Бояриня Віра Шелога (пролог до Псковитянки) (1898), - Царева наречена (Царская невеста) (1899) - Казка про царя Салтана (Сказка о царе Салтане) (1900) - Сервілія (1902) - Кощій Безсмертний (1902) - Пан-Воєвода (1904) - Сказання про невидиме місто Кітеж і діву Февронію (Сказание о невидимом граде Китеже и деве Февронии) (1904) - Золотий півник (Золотой петушок) (1907) Кантати - Світезянка (1897), - «Песнь о вещем Олеге» (1899) та інші | Для оркестру: - 3 симфонії (1865, нова редакція 1884; 2-а — "Антар", 1868, нова редакція 1897; 1873, нова редакція 1886), - Музична картина "Садко" (1867, редакція 1892), - Сербська фантазія (1867, редакція 1889), - Казка (1880), - Симфонієтта на російські теми (1885), - Іспанське капричіо (1887), - Сюїта "Шехеразада" (1888), - Світле свято (Светлый праздник, Воскресная увертюра, 1888), - «Дубінушка» (зі змішаним хором ad libitum, 1906) та інші Інше - Концерт для фортепіано з оркестром (1883), - Фантазія для скрипки з оркестром (1886), - Серенада для віолончелі з оркестром (1893) та ін.; - твори для інструментів з духовим оркестром; - камерно-інструментальні ансамблі; - фортепіанні п'єси; - хори з оркестром та a cappella; - камерно-вокальні ансамблі; - 79 романсів для голосу з фортепіано; - обробки народних пісень. |

### Вокальні твори, перекладені українською
У перекладі Бориса Тена
«Захід тане рожевими тінями» («Запад гаснет в дали бледно — розовой…»),
«Ненастный день потух»
У перекладі Юрія Отрошенка
«Всі рідшає хмарин летюча череда» («Редеет облаков летучая гряда…»),
«Дзвінко жайвір знов співає» («Звонче жаворонка пенье…»),
«Не вітер — листя з висоти» («Не ветер, вея с высоты… »)

### Книги
- Літопис мого музичного життя(рос.)
- Практичний підручник гармонії(рос.)
- Основи оркестрування(рос.)

#### Музичні приклади
- М.А.Римський-Корсаков. "Політ джмеля" з опери "Казка про царя Салтана"ⓘ, аранжування для фортепіано та виконання С.Рахманінова
- М.А.Римський-Корсаков. Іспанське_капрічіоⓘ
- Арія Варязького гостя з опери "Садко"ⓘ, виконує Ф.Шаляпін